# Миронас, Владас
Вла́дас Ми́ронас (лит. Vladas Mironas, 22 июня 1880, дер. Клодзишки, Ковенская губерния (ныне — Рокишкский район, Литва) — 18 февраля 1953, Владимир) — литовский политик и католический священник, премьер-министр Литвы (1938—1939).

## Биография

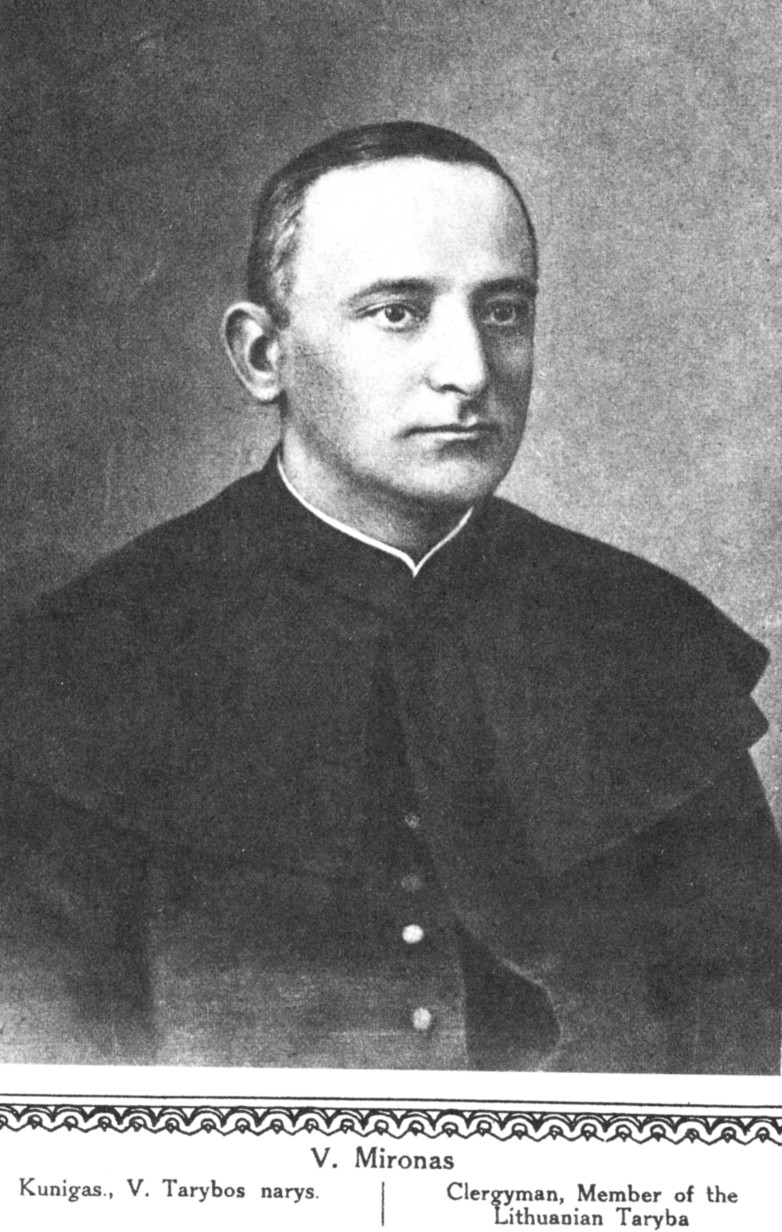
Владас Миронас в 1919 году

В 1904 году окончил католическую семинарию в Вильнюсе, служил в ряде приходов. Участвовал, не оставляя пастырской деятельности, в Великом Вильнюсском сейме 1905 года и Вильнюсской конференции 1917 года, был избран членом Литовской Тарибы, в качестве заместителя председателя которой подписал Акт о независимости Литвы и посетил в 1920 году США. Сблизившись с националистами, в 1926 году был (наряду со Сметоной и Вольдемарасом) одним из трёх членов партии таутининков, избранных в Сейм. В 1929 году назначен главным военным капелланом в чине бригадного генерала и настоятелем военного храма святого Михаила Архангела в Каунасе. В 1934 году стал членом Каунасского городского совета. В 1930 году был избран заместителем председателя первого правления Литовского национального фонда, который поддерживал партийные проекты и литовскую молодежь.  В 1938 году на фоне падения популярности режима Сметоны стал новым премьер-министром страны, однако через год был вынужден уйти в отставку после вынужденной передачи Клайпеды нацистской Германии.
После отставки поселился в деревне Букаучишкес рядом с Даугаем, где служил приходским священником. В 1940 году после вхождения Литвы в состав СССР арестован и помещён в каунасскую тюрьму, после захвата Каунаса немцами в 1941 году освобождён и вернулся в Букаучишкес. В 1945 году вновь арестован, согласившись стать агентом МГБ, освобождён и переведён в один из храмов Вильнюса. В 1947 году арестован в третий раз, приговорён к 7 годам тюрьмы и помещён во Владимирскую тюрьму, где и скончался от инсульта. Похоронен на кладбище Владимирской тюрьмы.